# 卡尤加海茨 (紐約州)
卡尤加海茨（英語：Cayuga Heights）是位於美國紐約州湯普金斯縣的村。

## 人口
根據2020年美國人口普查的數據，卡尤加海茨的面積為4.58平方千米，皆為陸地。當地共有人口4114人，而人口密度為每平方千米898人。